# شعب الراعي (السياني)

تعديل مصدري - تعديل

شعب الراعي محلة تابعة لقرية المجعارة، التابعة لعزلة هدفان بمديرية السياني إحدى مديريات محافظة إب في الجمهورية اليمنية، بلغ تعداد سكانها 134 حسب تعداد اليمن لعام 2004.